# Бикле
Бикле (фр. Bicqueley) насеље је и општина у североисточној Француској у региону Лорена, у департману Мерт и Мозел која припада префектури Тул.
По подацима из 2011. године у општини је живело 947 становника, а густина насељености је износила 56,3 становника/km². Општина се простире на површини од 16,82 km². Налази се на средњој надморској висини од 217 метара (максималној 338 m, а минималној 207 m).

## Демографија
| 1962. | 1968. | 1975. | 1982. | 1990. | 1999. | 2011. |
| ----- | ----- | ----- | ----- | ----- | ----- | ----- |
| 503   | 513   | 542   | 681   | 797   | 792   | 947   |

График промене броја становника у току последњих година